# O Académico (revista)
O Académico : Revista Quinzenal Literária foi uma revista publicada no Porto em 1878, com um total de 6 números editados, do qual se desconhece a direção editorial. O conteúdo central desta publicação periódica reporta ao tema da Reforma Pombalina no ensino, claramente perceptível ao longo das 6 edições.
Na colaboração deste O Academico : Revista Quinzenal Litteraria encontram-se nomes como D. António da Costa, Alves da Veiga, F. Duarte de Sousa, Eduardo de Mello, Pereira Caldas, Teófilo Braga, Lúcio Serra, Moreira de Sousa, J. Machado, Xavier Pinheiro, Julio Vicente, Alberto Moraes e G. de Rafael.